# 미키 무디
미키 무디(영어: Micky Moody, 1950년 8월 30일 ~ )는 영국의 기타리스트이며, 록 밴드 쥬시 루시와 화이트스네이크의 전 멤버이다. 그는 또한 스나푸의 창립자 멤버이기도 하다. 그는 그의 전 화이트스네이크 동료 버니 마즈든과 함께 무디 마즈든 밴드를 창단했으며, 나중에 비공식적인 스테이터스 쿠오의 멤버 밥 영과 협업한 더 스네이크스를 결성했다. 마즈든과 전 화이트스네이크의 베이시스트 닐 머리와 함께 그들이 주로 초기 화이트스네이크 노래를 연주한 컴퍼니 오브 스네이크스 및 M3 클래식 화이트스네이크를 결성했다. 2011년부터 2015년까지 무디는 자신이 공동 결성한 밴드인 스네이크채머와 함께 투어를 하고 녹음했다.

## 생애
미들즈브러에서 학교를 다니고 개인 기타 수업에 참석하는 동안, 무디는 폴 로저스(나중에 프리와 배드 컴퍼니)를 포함한 그 지역의 다른 사람들과 로드러너스를 결성했다. 그들은 나중에 베이시스트 브루스 토머스와 합류하여 엘비스 코스텔로와 함께 연주했다. 이 밴드는 지역 홀과 클럽에서 커버를 공연했다. 1967년까지 그들은 지역 음악계를 발전시키고 더 이상 성장하지 못했고 전문가로 전향하여 더 와일드플라워스로 이름을 바꾸고 그 후에 런던으로 이사했다. 그들은 약간의 성공을 거두었고 투어를 시작했지만, 밴드 내의 관계는 나빠졌고 그들은 결국 어떠한 녹음도 하지 않고 헤어졌다. 무디는 잠시 동안 클래식 기타 수업을 받음으로써 그의 음악적 지평을 넓힌 미들즈브러로 돌아갔다. 그는 또한 슬라이드 기타 기술(나중에 그가 밀접하게 연관될 스타일)에 점점 더 관심을 가지게 되었다. 미들즈브러에 사는 동안 그는 지역의 가수이자 사업가인 존 맥코이로부터 트램라인이 된 그룹을 결성하라는 요청을 받았다. 두 개의 음반에 대한 계약은 아일랜드 레코드와 체결되었지만, 두 번째 음반이 발표될 때까지 그 밴드는 해체되었다. 무디는 루카스와 영국 투어에서 진 피트니의 지원 밴드가 된 프로 소울 밴드 마이크 코튼 사운드와 폴 존스 등의 다른 밴드들도 있다.

## 음반 목록

### 화이트스네이크
- 1978 Snakebite
- 1978 Trouble
- 1979 Lovehunter
- 1980 Ready an' Willing
- 1980 Live... in the Heart of the City
- 1981 Come an' Get It
- 1982 Saints & Sinners
- 1984 Slide It In